# Рунар Маур Сигюрьоунссон
Рунар Мар Сигурьонссон, Рунар Маур Сигюрьоунссон (исл. Rúnar Már Sigurjónsson; род. 18 июня 1990 года, Сёйдауркроукюр, Исландия) — исландский футболист, полузащитник клуба «Акранес».

## Клубная карьера
Сигурьонссон начал профессиональную карьеру выступая в низших дивизионах за «Тиндастолл». В 2007 году он перешёл в «Коупавогюр» из высшего дивизиона, но по окончании сезона вместе с клубом вылетел из элиты. В 2010 году Рунар подписал контракт с «Валюром». 10 мая в матче против «Хабнафьордюра» он дебютировал за новую команду. 20 июня в поединке против «Стьярнана» Сигурьонссон забил свой первый гол за «Валюр». В 2011 году Рунар помог команде завоевать Кубок Исландии. В начале 2013 года он на правах аренды перешёл в нидерландский ПЕК Зволле. Дебютировать за новый клуб Рунар не смог из-за травмы. После окончания аренды он вернулся в «Валюр».
Летом 2013 года Сигурьонссон перешёл в шведский «Сундсвалль». 28 августа в матче против «Энгельхольма» он дебютировал в Суперэттан. 8 мая 2014 года в поединке против «Энгельхольма» Рунар забил свой первый гол за «Сундсвалль». В том же году он помог команде выйти в элиту. 6 апреля 2015 года в матче против «Мальмё» Сигурьонссон дебютировал в Аллсвенскан лиге. 11 мая в поединке против «Хаммарбю» он забил свой первый гол в высшем дивизионе Швеции. Однако клуб в чемпионатах Швеции занимал лишь 12-13 места и не мечтал о еврокубках.
Но в сезоне 2016 Рунар Маур хорошо стартовал, забив 6 голов в 12 матчах, и 7 июля 2016 года его приобрёл швейцарский «Грассхоппер» за 1,1 млн евро, заключив контракт на три года. Но команда занимала лишь 8-9 места в чемпионате Швейцарии. И в конце сезона 2017/2018 он ушёл в аренду в «Санкт-Галлен». Но и этот швейцарский клуб занял только 5 место и не попал в еврокубки. Исландец вернулся из аренды в свой клуб, но «Грассхоппер» занял в сезоне 2018/2019 последнее место и вылетел во Вторую лигу.
И по окончании контракта футболист свободным агентом перешёл в ряды казахстанского чемпиона последних пяти лет — клуба «Астана».
8 февраля 2021 года подписал контракт с клубом «ЧФР Клуж».

## Международная карьера
14 ноября 2012 года в товарищеском матче против сборной Андорры Сигурьонссон дебютировал в сборной Исландии. В этом же поединке он забил свой первый гол за национальную команду.
Летом 2016 года Рунар попал в заявку сборной на участие в чемпионате Европы во Франции. На турнире он был запасным и на поле ни разу не вышел.
На чемпионат мира-2018 в России он в состав сборной не попал.

## Достижения
Командные
«Валюр»
- Обладатель Кубка Исландии — 2011

«Астана»
- Чемпион Казахстана — 2019
- Обладатель Суперкубка Казахстана — 2020

«ЧФР Клуж»
- Чемпион Румынии (2): 2020/21, 2021/22
- Обладатель Суперкубка Румынии: 2020
- Финалист Суперкубка Румынии: 2021